# Suliman Gafar Mohamed
Suliman Gafar Mohamed (arab. سليمان جعفر محمد; ur. w 1947) – sudański piłkarz grający na pozycji obrońcy, olimpijczyk. 
28 sierpnia 1972 zagrał w pierwszym spotkaniu olimpijskim, w którym rywalem byli piłkarze Meksyku. Jego reprezentacja przegrała 0–1. Wystąpił także w dwu kolejnych spotkaniach kadry, czyli w przegranym 1–2 meczu ze Związkiem Radzieckim (ukarano go w tym spotkaniu żółtą kartką), oraz w ostatniej potyczce grupowej z drużyną Birmy, również przegranej (0–2). Sudańczycy odpadli z turnieju po fazie grupowej.